# ترو ایشی
ترو ایشی (انگلیسی: Teruo Ishii؛ ۱ ژانویه ۱۹۲۴ – ۱۲ اوت ۲۰۰۵) فیلم‌نامه‌نویس و کارگردان اهل ژاپن بود.